# Banyoles (jezero)
Jezero Banyoles, německy: Estany de Banyoles, anglicky: Lake of Banyoles, španělsky: Lago de Banolas, je katalánské přírodní jezero nacházející se v severovýchodním Španělsku u města Banyoles v provincii Girona.
Leží v nadmořské výšce 172 metrů, na jeho západním břehu se nachází město Porqueres. V současnosti
jde o největší katalánské jezero, neboť dřívější největší jezero Sils (nachází se 33 kilometrů jižně) bylo v roce 1851 odčerpáno a jeho plocha se výrazně zmenšila.
Maximální délka jezera dosahuje 2100 metrů, maximální šířka 750 metrů, hloubka vody kolísá od 15 do 62 metrů, průměrná hloubka dosahuje 46,4 metru. Jezero vzniklo přirozeným způsobem v místě tektonické deprese a zlomu.
Je využíváno pro sport, rekreaci a rybolov.

## Sportoviště
V roce 1992 se zde konaly soutěže ve veslování v rámci LOH 1992 v Barceloně. V roce 2004 ve zde konalo mistrovství světa ve veslování. Jde o populární tréninkové sportoviště i pro zahraniční veslaře (zejména anglické veslaře).